# Scheibbs

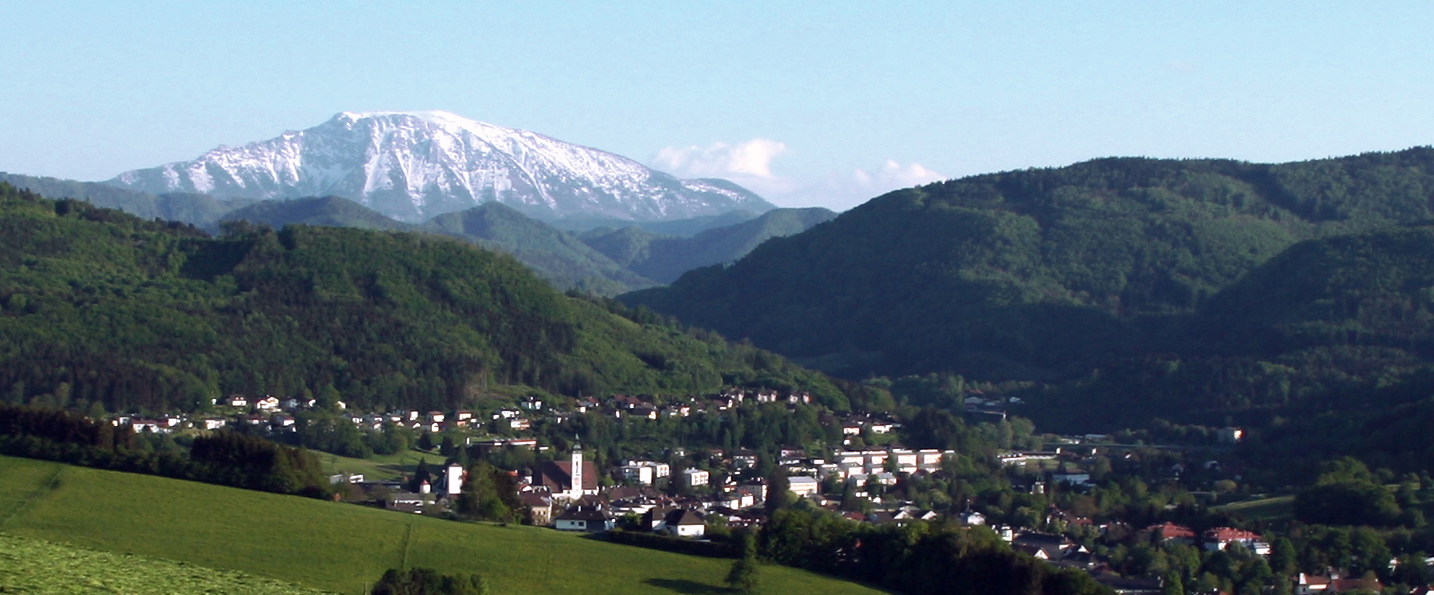

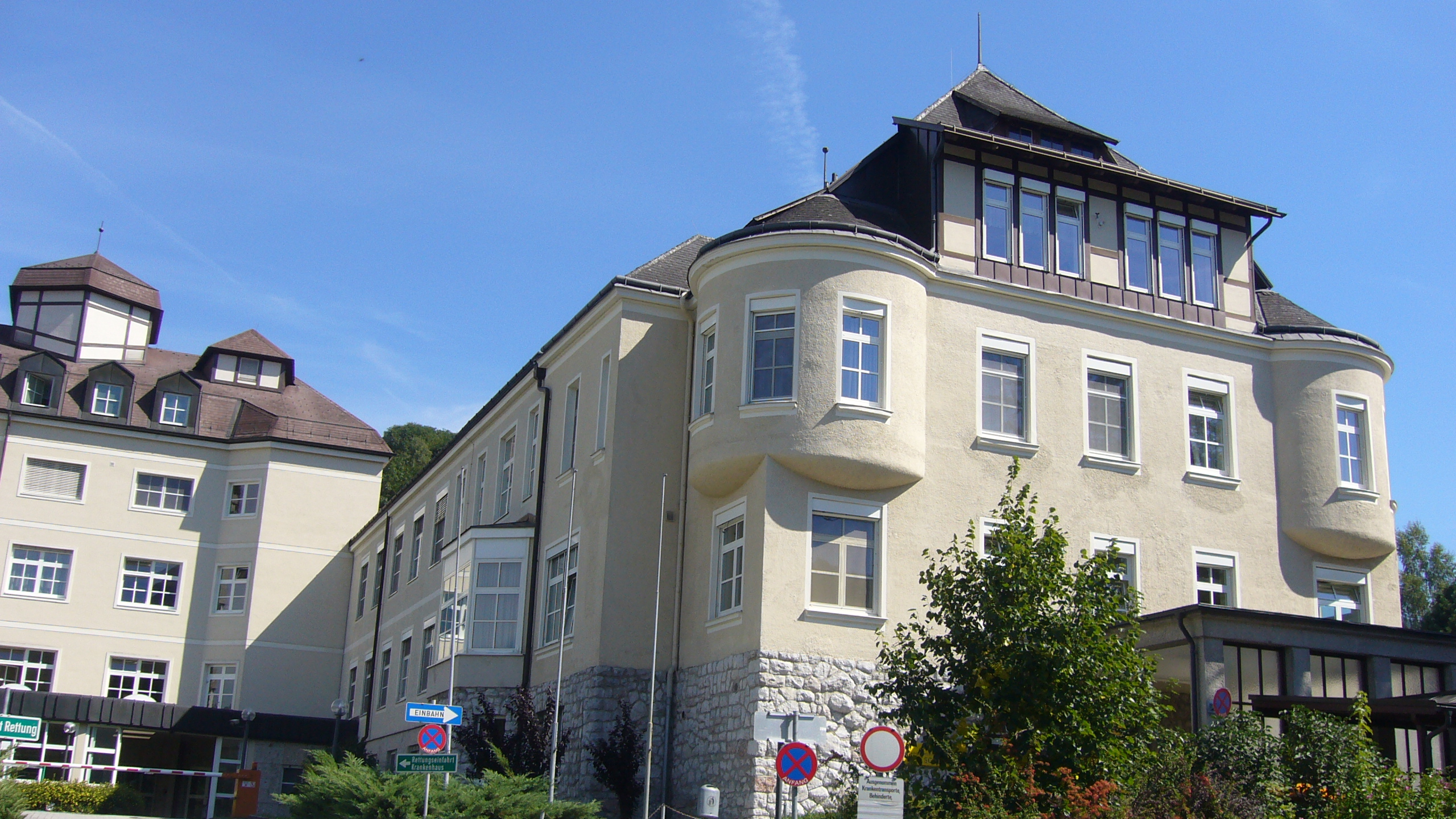
Nemocnice

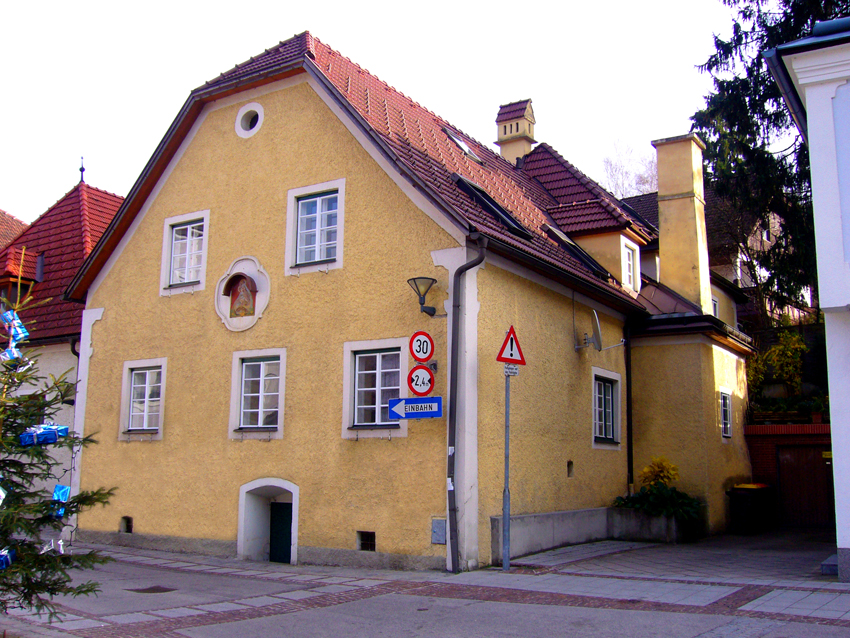

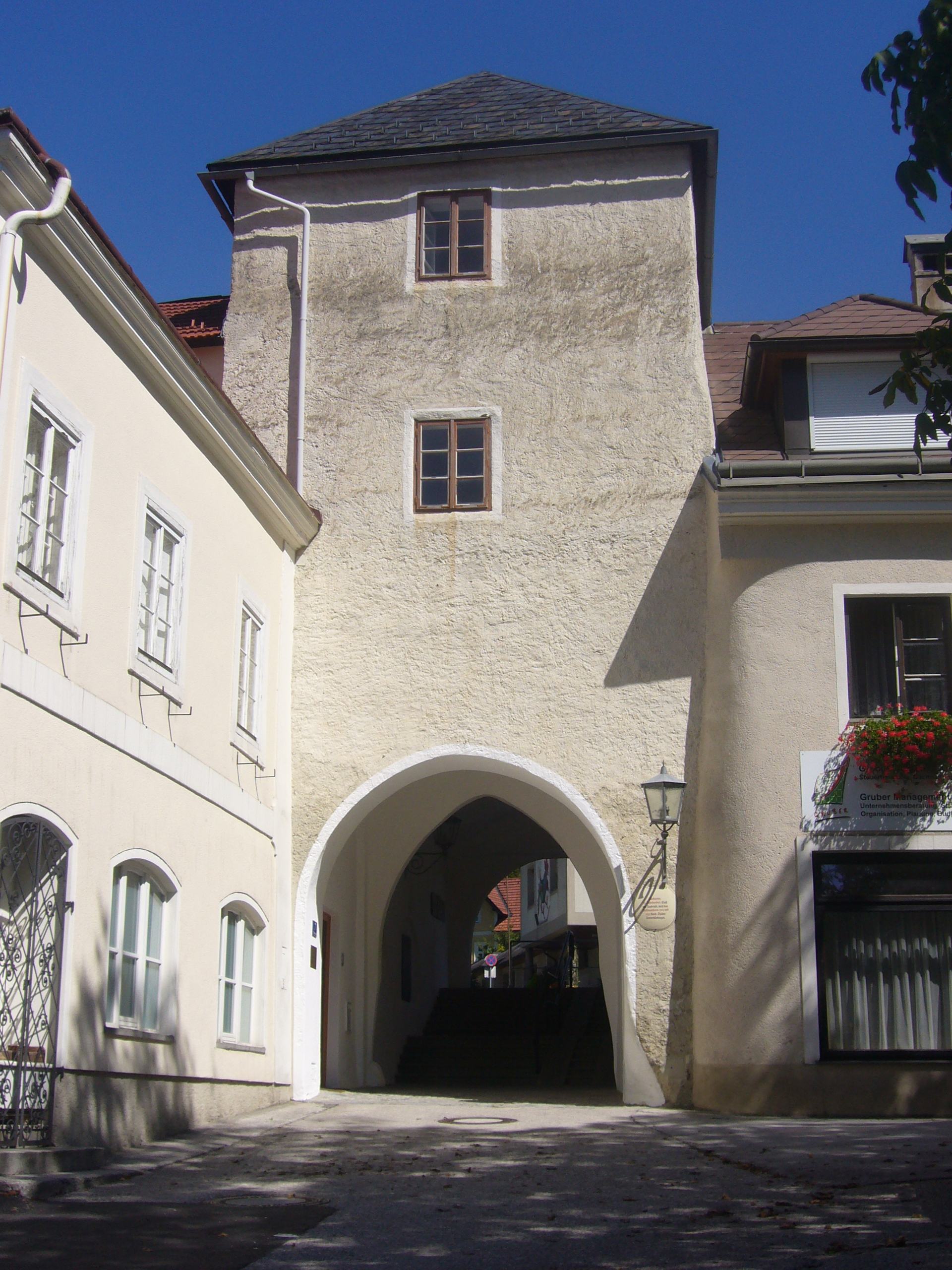

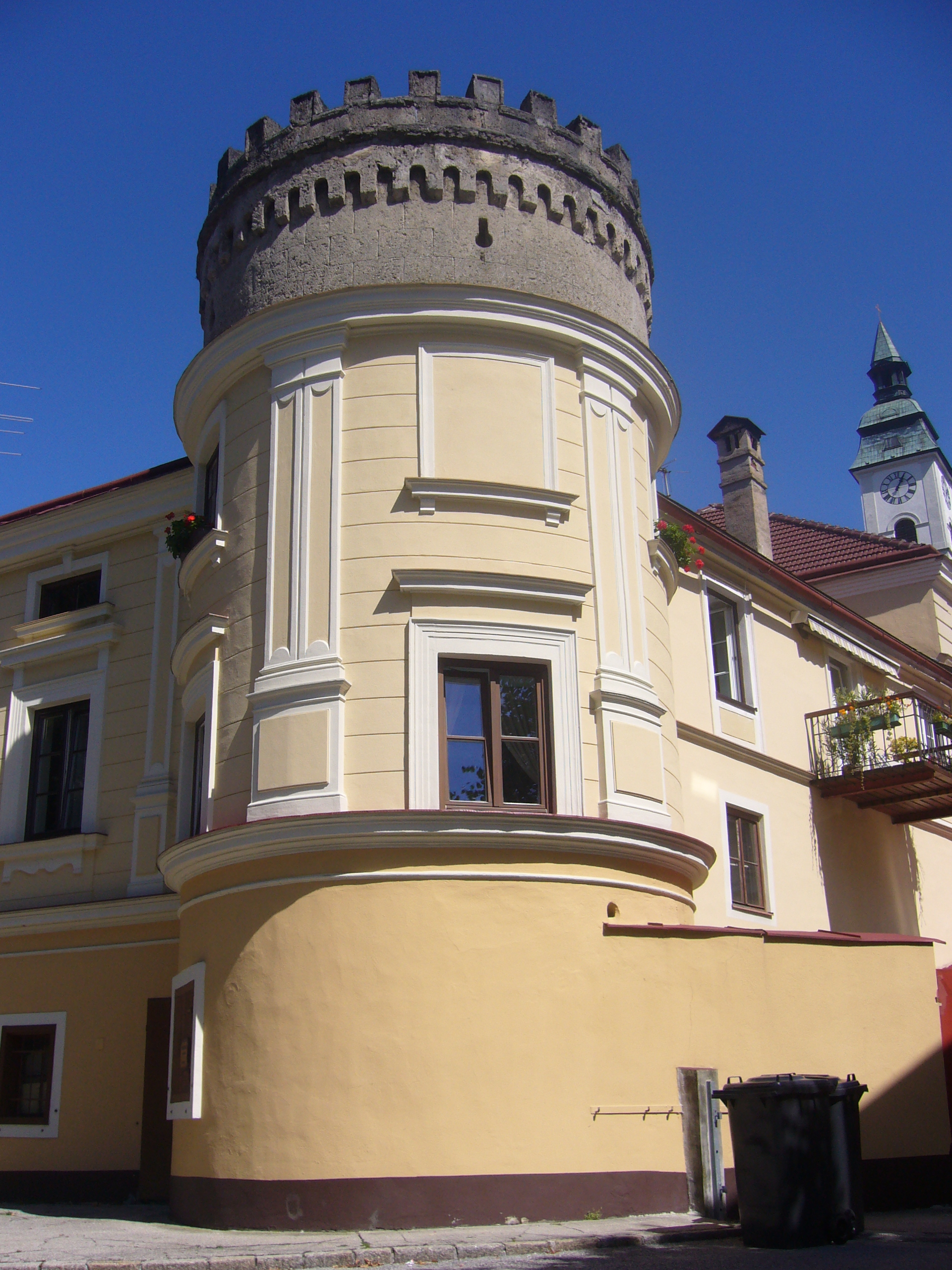

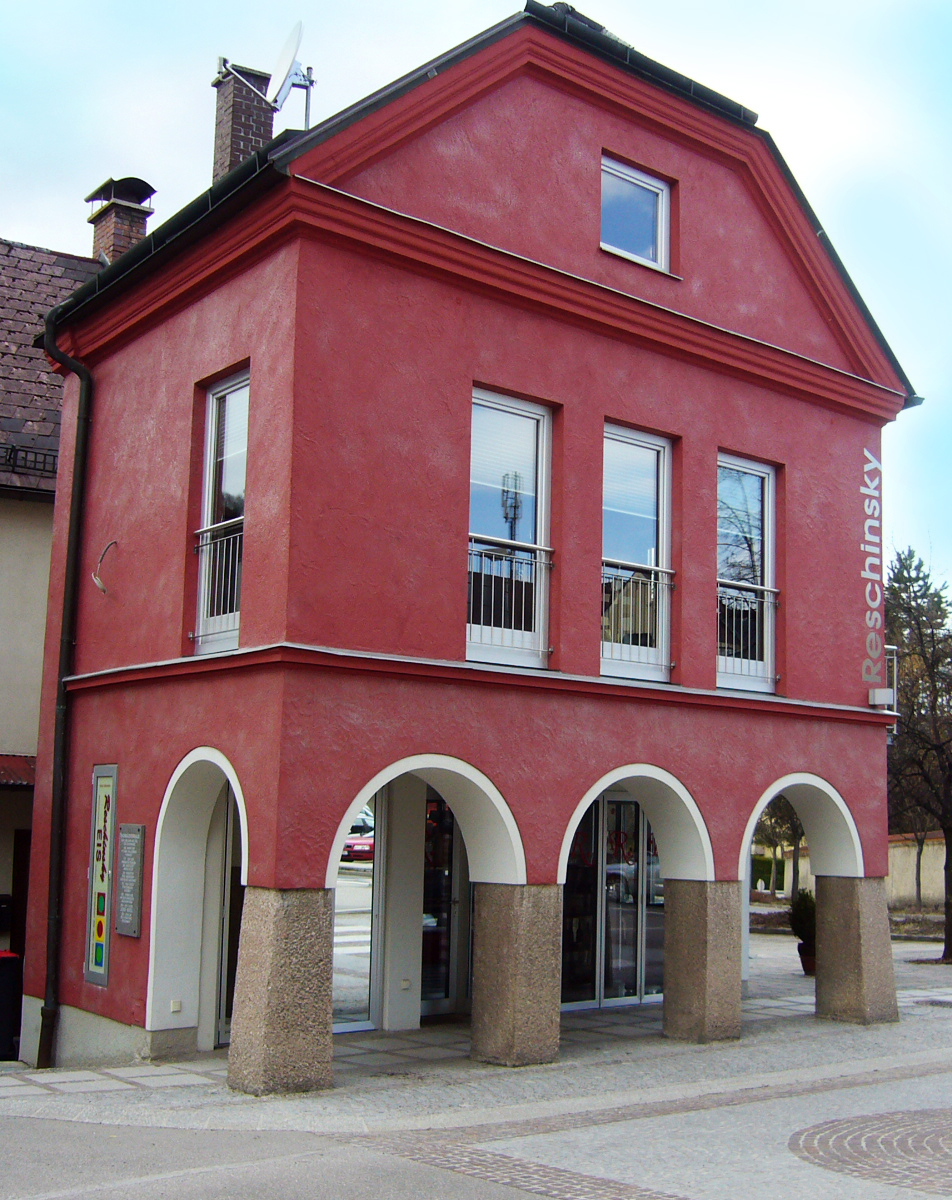

Scheibbs je okresní město v okrese Scheibbs, ve spolkové zemi Dolní Rakousko. Žije zde přibližně 4 200 obyvatel.

## Geografie

### Části obce
Obec má 14 částí, v závorce je počet obyvatel k 1. lednu 2015.
- Brandstatt (500)
- Fürteben (60)
- Ginning (208)
- Ginselberg (39)
- Heuberg (91)
- Hochbruck (41)
- Lueggraben (32)
- Miesenbach (175)
- Neubruck (0)
- Neustift (371)
- Saffen (239)
- Scheibbs (1711)
- Scheibbsbach (745)
- Schöllgraben (14)

### Sousední obce
- Gaming
- Oberndorf an der Melk
- Purgstall an der Erlauf
- Reinsberg
- Sankt Anton an der Jeßnitz
- Sankt Georgen an der Leys

## Politika
Od roku 1428 do roku 1848 byli představitelem města Marktrichter, od roku 1850 starostové.

### Starostové
- 1850–1861 Ignaz Höfinger
- 1861–1867 Anton Gaißmayer
- 1867–1870 Julius Mark
- 1870–1873 Anton Gaißmayer
- 1873–1879 August Gagessamb
- 1879–1882 Karl Gattringer
- 1882–1883 Julius Mark
- 1883–1894 Franz Schwarz
- 1894–1918 Karl Höfinger
- 1918–1920 Wilhelm Löwenstein
- 1920–1938 Rudolf Radinger
- 1938–1945 Josef Roßmanith
- 1945–1950 Josef Herrmann
- 1950–1965 Anton Herok
- 1965–1983 Alois Derfler
- 1983–2007 Leopold Gansch
- 2007–2009 Johann Schragl
- 2009–2019 Christine Dünwald-Specht (ÖVP)
- 2019–2025 Franz Aigner (ÖVP)
- od roku 2025 David Pöcksteiner (SPÖ)

## Kultura a pamětihodnosti

### Muzea
- Schützenscheibenmuseum
- Keramikmuseum

### Externí data
- http://www.scheibbs.gv.at